# جواز سفر غيانا

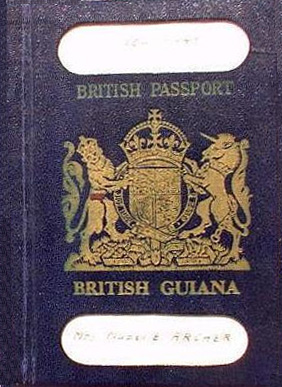
جواز سفر غيانا البريطانية

يصدر جواز سفر غيانا للمواطني غيانا للسفر الدولي. اعتبارا من يوليو 2007، أصدرت حكومة غيانا جواز سفر مشترك في منطقة البحر الكاريبي، وإشترك فيها شعار مجموعة الكاريبي على غلاف الجواز.
اعتبارًا من 1 يوليو 2019 كان لدى مواطني غيانا تأشيرة دخول أو تأشيرة عند الوصول إلى 86 دولة وإقليم، مما جعل جواز سفر جوياني يحتل المرتبة 60 من حيث حرية السفر وفقًا مؤشر هينلي لجوازات السفر.

## روابط خارجية
- قائمة البلدان التي لاتتطلب تأشيرات لدخول أيرلندا  نسخة محفوظة 23 أكتوبر 2010 على موقع واي باك مشين..